# Zeghanghane

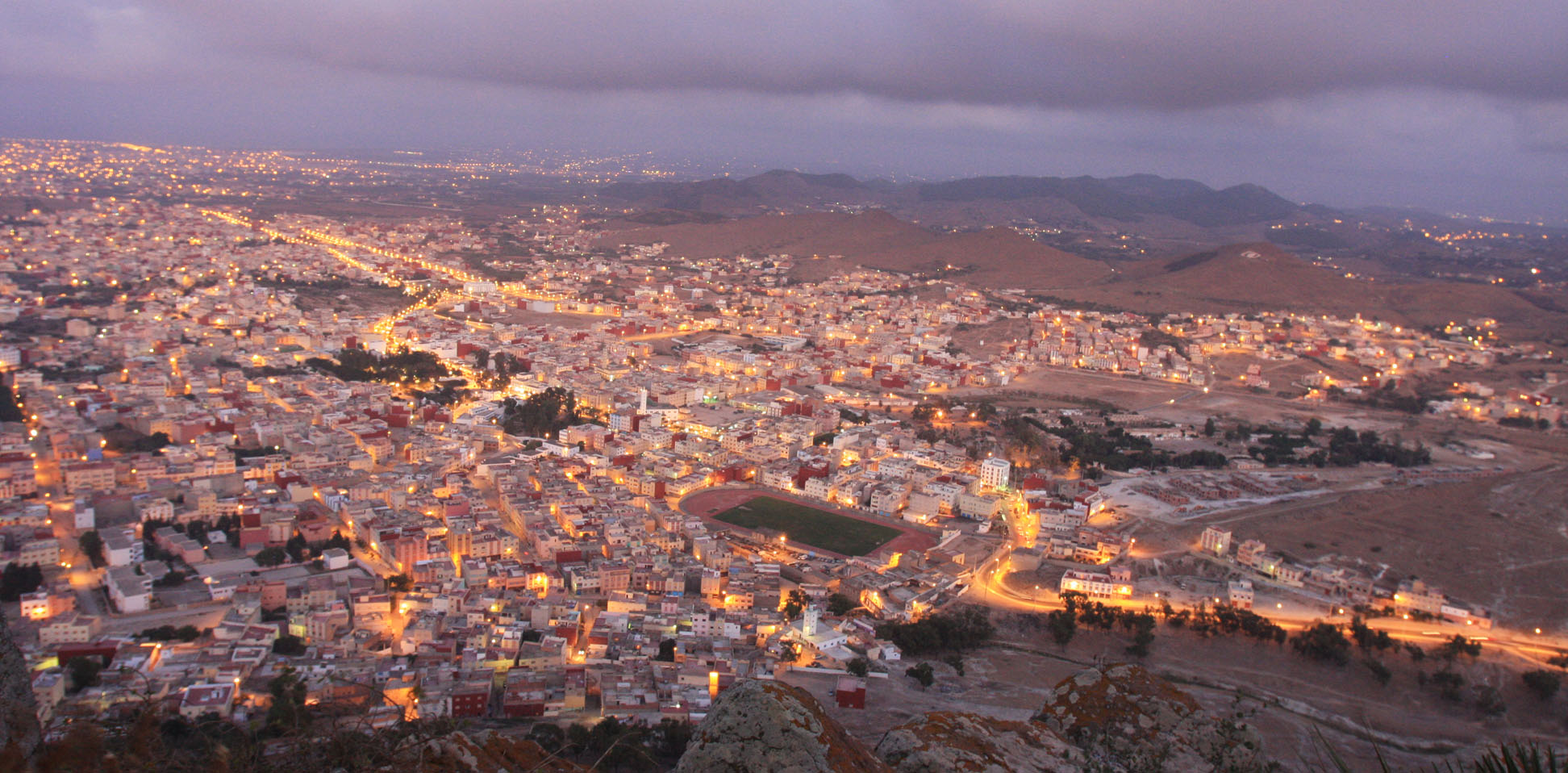
Abendstimmung über Zeghanghane

Zeghanghane, auch Segangane (marokkanisches Tamazight ⴰⵣⵖⵏⵖⴰⵏ Azɣenɣan, deutsch ‚Festung‘; arabisch أزغنغان Azghanghan, DMG Azġanġān), ist eine Stadt in der Provinz Nador in der Region Oriental im Nordosten Marokkos.

## Lage und Klima
Zeghanghane liegt etwa 7 km westlich der Provinzhauptstadt Nador bzw. ca. 142 km (Fahrtstrecke) nordwestlich von Oujda. Das Klima wird in hohem Maße vom Mittelmeer beeinflusst; Regen (ca. 350 mm/Jahr) fällt hauptsächlich im Winterhalbjahr. 

## Bevölkerung
| Jahr      | 1994  | 2004   | 2014   | 2024   |
| Einwohner | k. A. | 29.678 | 34.025 | 31.431 |

Die Einwohner Zeghanghanes sind berberischer Abstammung und sprechen zusätzlich Arabisch, Spanisch und Französisch.

## Wirtschaft
Der Ort war und ist landwirtschaftlich orientiert, doch leben viele Einwohner hauptsächlich von der Nähe zur Stadt Nador. Jeden Montag und Donnerstag findet der große Souk von Zeghanghane statt, der von Einwohnern benachbarter Städte und Gemeinden gut besucht ist. Dort lässt sich allerhand finden, von lebendigen Schafen und Hühnern bis zu orientalischen Gewürzen.

## Geschichte
Bereits in den Jahren 1911/12 führte der in Zeghanghane geborene Rebell Mohamed Améziane (getötet 1912) einen Kleinkrieg gegen die europäischen Kolonialmächte. Der Ort gehörte von 1912 bis 1956 zu Spanisch-Marokko und war Schauplatz des Rifkriegs. Der Ort wurde, als er nicht mehr zu Spanien gehörte, besonders zur Zeit von König Hassan II. lange vernachlässigt. Dies führte zu wirtschaftlichen Problemen, die sowohl die Kriminalität als auch die Emigration ansteigen ließen. Ein Großteil der Bewohner von Zeghangane hat daher Verwandte in Europa, besonders in Spanien und Frankreich, später auch Deutschland und den Benelux-Ländern. Durch die Auswanderer hat sich die wirtschaftliche Lage in den letzten Jahrzehnten verbessert, da diese mit ihrer Finanzkraft Häuser errichteten und damit besonders den Bausektor förderten. Dadurch ist die Anzahl der beschäftigten Arbeitnehmer in den letzten Jahren gestiegen und die Kriminalitätsrate gesunken.
Der Königspalast von Zeghanghane dient häufiger als Ferienunterkunft für König Mohammed VI. und seine Familie.

## Sehenswürdigkeiten
Zu den Sehenswürdigkeiten von Zeghanghane gehört vor allem der 892 m hohe Jbel Gurugú, die bekannteste Erhebung in der Provinz Nador. Von hier bietet sich ein Überblick über die gesamte Provinz.